# Cormost
Cormost ist eine französische Gemeinde mit 291 Einwohnern (Stand 1. Januar 2022) im  Département Aube in der Region Grand Est (vor 2016 Champagne-Ardenne). Sie gehört zum Arrondissement Troyes und zum Kanton Les Riceys. 

## Geographie
Cormost liegt etwa 15 Kilometer südsüdöstlich von Troyes. Umgeben wird Cormost von den Nachbargemeinden Les Bordes-Aumont im Norden, Saint-Thibault im Nordosten, Montceaux-lès-Vaudes im Osten und Südosten, Les Loges-Margueron im Süden sowie La Vendue-Mignot im Westen.

## Bevölkerungsentwicklung
| Jahr                       | 1962 | 1968 | 1975 | 1982 | 1990 | 1999 | 2006 | 2012 | 2019 |
| Einwohner                  | 134  | 120  | 139  | 275  | 312  | 262  | 283  | 305  | 306  |
| Quellen: Cassini und INSEE |      |      |      |      |      |      |      |      |      |

## Sehenswürdigkeiten

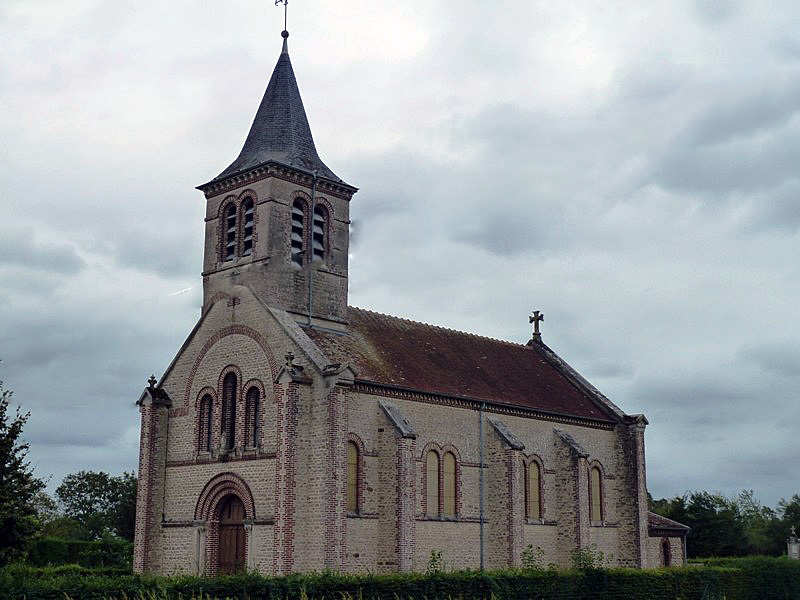
Kirche Saint-Joseph

- Kirche Saint-Joseph